# الدوري الألماني الشرقي 1961–62
الدوري الألماني الشرقي 1961–62 هو الموسم 15 من الدوري الألماني الشرقي. أقيم خلال الفترة 5 مارس 1961 وحتى 3 يونيو 1962، وأشرف على تنظيمه الاتحاد الأوروبي لكرة القدم، وكان عدد الأندية المشاركة فيه 14، وفاز فيه نادي فرانكفورت.